# Torre Catalinas Plaza
El edificio Catalinas Plaza es una torre de oficinas construida en 1995 y ubicada en el barrio de Retiro, en Buenos Aires, Argentina. Forma un conjunto con la torre Alem Plaza, su gemela de mayor altura. Mide 115 metros y tiene 29 pisos. Se encuentra recubierta por un muro cortina oscuro en las cuatro caras. Fue diseñada por el estudio Sánchez Elia SEPRA.